# Lissonota robusta
Lissonota robusta là một loài tò vò trong họ Ichneumonidae.